# Paulo Machado
Pour les articles homonymes, voir Machado.
Paulo Ricardo Ribeiro de Jesus Machado est un ancien footballeur international portugais né le 31 mars 1986 à Cerco (quartier de Porto) qui évoluait au poste de milieu de terrain.

## Biographie
Paulo Machado est lancé à 17 ans par José Mourinho, alors entraîneur du FC Porto, le 16 novembre 2003 lors de l'inauguration du nouveau stade du Dragon contre le FC Barcelone.
Il est successivement prêté à plusieurs équipes de première division portugaise, sans toutefois parvenir à s'imposer et à signer définitivement avec l'une d'elles.
International espoir, il remporte le championnat d'Europe des moins de 17 ans avec le Portugal, en 2003.
Il est prêté par le FC Porto aux Verts de Saint-Étienne pour la saison 2008-2009.
Le 30 novembre 2008, lors du match AS Nancy-Lorraine - ASSE, il inscrit son premier but en Ligue 1 à la suite d'un coup franc majestueux des 30 mètres permettant ainsi à l'AS Saint-Étienne de mettre fin à une série de sept défaites d'affilée (record de l'histoire du club) et de gagner son premier match à l'extérieur.
Le 13 décembre 2008, lors du match Toulouse FC - ASSE, il inscrit à nouveau un coup franc en pleine lucarne gauche malgré la défaite de l'ASSE sur la pelouse de TFC.
Le 1er juillet 2009 Paulo s'engage avec l'équipe du Toulouse Football Club pour 4 ans. Le club stéphanois était pourtant décidé à lever l'option d'achat auprès de Porto, mais le joueur a estimé insuffisantes les conditions proposées par l'ASSE. Ironie du sort, lors de la deuxième journée 2009-2010, Machado inscrit son premier but sous les couleurs toulousaines face... aux stéphanois (victoire 3-1 du TFC), au Stadium, dans un presque parfait remake du but inscrit avec les verts contre Toulouse neuf mois plus tôt.
Le 14 aout 2012 il s'engage avec Olympiakos pour 2,4 millions d’euros, où il signe un bail de 3 ans avec la formation grecque. Son salaire annuel est estimé à 1,4 M€. 
Le 4 juin 2014, après 2 saisons passées en Grèce, il s'engage avec le club croate du Dinamo Zagreb pour 3 saisons, pour un montant avoisinant les 4,5 millions d'euros.
Après 3 saisons passées en Croatie, il s'engage pour la saison 2017-2018 avec le club portugais du Desportivo Aves. Après seulement une saison, il quitte de nouveau le Portugal en s'engageant pour 2 saisons avec le Mumbai City, club évoluant en Indian Super League.
Après 2 saisons en Inde, il s'engage avec le Leixões SC pour la saison 2020-2021. À l'issue de cette saison, il annoncera sa retraite sportive, mettant fin à une carrière professionnelle qui aura durée 17 ans.
Depuis le début de la saison 2021-2022, il est entraîneur adjoint des U23 de Leixões SC.

## Palmarès
- Champion de Croatie en 2015 et 2016 avec le Dinamo Zagreb
- Coupe de Croatie en 2015 et 2016 avec le Dinamo Zagreb
- Champion de Grèce en 2013 et 2014 avec l'Olympiakos
- Vainqueur de la Coupe de Grèce en 2013 avec l'Olympiakos
- Trophée du meilleur joueur stéphanois du mois de novembre 2008